# Хитрино (община)
Хитрино (болг. Община Хитрино) — община в Болгарии. Входит в состав Шуменской области. Население составляет 12 396 человек (на 21.07.05 г.).

## Состав общины
В состав общины входят следующие населённые пункты:
1. Байково
2. Близнаци
3. Висока-Поляна
4. Вырбак
5. Длыжко
6. Добри-Войниково
7. Единаковци
8. Живково
9. Звегор
10. Иглика
11. Калино
12. Каменяк
13. Развигорово
14. Сливак
15. Становец
16. Студеница
17. Тервел
18. Тимарево
19. Трем
20. Хитрино
21. Черна

1. ↑  НСИ Националният регистър на населените места (болг.)